# Rudolf Chlup
Rudolf Chlup (8. září 1879 Čehovice – 12. listopadu 1961 Prostějov) byl český hudební skladatel.

## Život
Pocházel z hudební rodiny. První hudební základy získal u svého otce, který byl varhaníkem v Čehovicích. Vystudoval gymnázium v Olomouci a obchodní akademii v Prostějově. Pokračoval studiem komerčního inženýrství v Praze a ve Vídni. Soukromě studoval skladbu i Oskara Nedbala a stal se virtuózem na violu d’amore.
Stal se profesorem obchodní akademie v Prostějově (1903–1919) a aktivně se podílel na hudebním životě města. Vedl žákovský pěvecký sbor, Orchestrální sdružení a často koncertoval na violu d’amour v místní Besedě.
Po vzniku Československa odešel do Bratislavy, kde se stal profesorem obchodní akademie a lektorem právnické fakulty Univerzity Komenského a vedle toho studoval na téže univerzitě hudební vědu. I v Bratislavě vyvíjel bohatou hudebně-organizační činnost. Byl předsedou Akademického pěveckého sdružení, pracoval v Západoslovenské pěvecké župě Jána Levoslava Bellu, Umelecké besedě a Osvetovém svazu.
Trpěl vleklou oční chorobou a v roce 1939 se musel z tohoto důvodu vzdát veřejné i skladatelské činnosti.
Hudbě se věnoval i jeho syn Vít (1920–1995).

## Dílo

### Orchestrální skladby
- Děvín (1921)
- Na břehu Tisy (1938)

### Vokální skladby
- Píseň ženců (kantáta, 1901)
- Prvé políbení (písně, 1918)
- Má milá (písně, 1919)
- Sláva šľachetným (mužský sbor. 1920)
- Kto za pravdu horí (mužský sbor. 1920)

### Komorní skladby
- Nocturno a fantasie op. 72 (klavír)
- Maličkosti pro kontrabas a klavír op. 74
- Romance pro lesní roh a klavír op. 75

Úpravy a harmonizace hanáckých lidových písní a řada drobnějších skladeb